# メゼーケヴェシュド・ジョーリSE
メゼーケヴェシュド・ジョーリSE（Mezőkövesd Zsóry SE）は、ハンガリーのボルショド・アバウーイ・ゼンプレーン県メゼーケヴェシュドをホームタウンとするスポーツクラブである。サッカー部門はメゼーケヴェシュド・ジョーリ・フトバッル・ツルブ（Mezőkövesd Zsóry Futball Club）。

## 歴史
1975年1月31日にメゼーケヴェシュディ・ムンカーシュ・シュポルトエジェシュレト (MMSE: Mezőkövesdi Munkás Sportegyesület) として創設され、サッカー、チェス、ボクシング、ハンドボール、陸上競技、バレーボール部門が存在した。1979年に体操競技部門、1995年に競泳部門が追加されたが、主に1990年前後にいくつかの部門が消滅した。1990年にメゼーケヴェシュディ・シュポルト・エジェシュレトレ (MSE: Mezőkövesdi Sport Egyesületre)、2012年にメゼーケヴェシュド・ジョーリSEに改称された。
2012-13シーズンにネムゼティ・バイノクシャーグIIで優勝し、ネムゼティ・バイノクシャーグIに昇格した。2013年7月27日に行われたMTKブダペストFC戦でNB Iデビューを果たし、同年8月10日に行われた第3節ケチケメートTE戦で初勝利を記録した。2013-14シーズンはNB Iで16チーム中15位に終わり、NB IIに降格した。
2015-16シーズンはNB II最終節でドゥナウーイヴァーロシュPASEに4-0で勝利し、2位でNB Iに昇格した。
2016-17シーズンはマジャル・クパ準決勝に進出したが、ヴァシャシュSCに2試合合計スコア0-7で敗れた。
2019-20シーズンはマジャル・クパ決勝に進出したが、ブダペスト・ホンヴェードに1-2で破れ初のタイトル獲得はならなかった。

## タイトル

### 国内タイトル
- ネムゼティ・バイノクシャーグII：1回
  - 2012-13

### 国際タイトル
- なし

## 過去の成績
| シーズン | ディビジョン | ディビジョン | ディビジョン | ディビジョン | ディビジョン | ディビジョン | ディビジョン | ディビジョン | ディビジョン | マジャル・クパ |
| シーズン | リーグ       | 試           | 勝           | 分           | 敗           | 得           | 失           | 点           | 順位         | マジャル・クパ |
| -------- | ------------ | ------------ | ------------ | ------------ | ------------ | ------------ | ------------ | ------------ | ------------ | -------------- |
| 2009-10  | NB II        | 28           | 11           | 9            | 8            | 37           | 35           | 42           | 5位          | 5回戦敗退      |
| 2010-11  | NB II        | 30           | 19           | 5            | 6            | 48           | 20           | 62           | 2位          | 3回戦敗退      |
| 2011-12  | NB II        | 30           | 12           | 8            | 10           | 43           | 40           | 44           | 5位          | 4回戦敗退      |
| 2012-13  | NB II        | 30           | 18           | 4            | 8            | 60           | 36           | 58           | 1位          | 2回戦敗退      |
| 2013-14  | NB I         | 30           | 6            | 6            | 18           | 27           | 52           | 24           | 15位         | 4回戦敗退      |
| 2014-15  | NB II        | 30           | 13           | 9            | 8            | 53           | 37           | 48           | 4位          | ベスト32       |
| 2015-16  | NB II        | 30           | 17           | 6            | 7            | 45           | 25           | 57           | 2位          | ベスト64       |
| 2016-17  | NB I         | 33           | 10           | 10           | 13           | 39           | 54           | 40           | 9位          | 準決勝敗退     |
| 2017-18  | NB I         | 33           | 9            | 10           | 14           | 35           | 52           | 37           | 9位          | ベスト64       |
| 2018-19  | NB I         | 33           | 12           | 8            | 13           | 45           | 40           | 44           | 6位          | 準々決勝敗退   |
| 2019-20  | NB I         | 33           | 14           | 8            | 11           | 42           | 31           | 50           | 4位          | 準優勝         |
| 2020-21  | NB I         | 33           | 11           | 9            | 13           | 40           | 46           | 42           | 8位          | 準々決勝敗退   |
| 2021-22  | NB I         | 33           | 10           | 8            | 15           | 37           | 49           | 38           | 10位         | ベスト32       |
| 2022-23  | NB I         | 33           | 11           | 9            | 13           | 40           | 43           | 42           | 7位          |                |
| 2023-24  | NB I         | 33           | 5            | 6            | 22           | 31           | 63           | 21           | 12位         |                |

## 歴代監督
- フサーク・ゲーザ (2008-2011)
- サバドシュ・ジェルジ (2011-2012)
- ヴェーベル・ジェルジ (2012-2014)
- トート・ラースロー (2014-2015)
- ルチャンスキ・タマーシュ (2015)
- ピンテール・アティッラ (2015-2016)
- トミスラヴ・シヴィッチ (2016-2017)
- ミクラーシュ・ラドヴァーニ (2017)
- ミクラーシュ・ラドヴァーニ (2017)
- クットル・アティッラ (2017-2020)
- ピンテール・アティッラ (2015-2021)
- シュプカ・アティッラ (2021-2022)[9]
- クットル・アティッラ (2022-)[10]

## 歴代所属選手

### GK
- ドンボー・ダーヴィド 2015-2020
- トマーシュ・トゥイヴェル 2016-2018
- サッパノシュ・ペーテル 2018-2021

### DF
- ゲーヴァイ・ジョルト 2013-2014
- サライ・アティッラ 2017-2019
- グズミチ・リハールド 2020-
- バキ・アーコシュ 2021-

### MF
- シゲール・ダーヴィド 2012-2013
- ショーシュ・ベンツェ 2015-2017
- チェリ・タマーシュ 2017-
- オラー・バーリント 2017-2018
- サカーイ・デーネシュ 2018-2019
- バルツィ・ダーヴィド 2020-

### FW
- バライティ・アーダーム 2013-2015
- エゲルセギ・タマーシュ 2016-2017
- モルナール・ガーボル 2014-2017, 2018-2020
- シャイバーン・マーテー 2019-2020